# Pigofilia
La pigofilia (dal greco πυγή "pughé", che significa gluteo e φιλία "-filia", che significa amore), conosciuta anche come gluteomania o pigofilia callipigia (dalla Venere Callpigia spesso associata per via del suo comportamento) è una parafilia che genera solitamente negli uomini, sia etero che omosessuali, eccitazione o piacere sessuale attraverso il contatto o alla semplice vista delle natiche di una persona. I pigofili, ovvero le persone che considerano questa parafilia propria, possono dimostrare il loro piacere attraverso il pensiero, che include il fantasticare sui glutei, o attraverso il contatto fisico, quindi di toccare, accarezzare, baciare, leccare ed entrare a contatto attraverso le proprie natiche con quelle di un'altra persona.
La pigofilia è associata inoltre alla pratica dello spanking, ovvero nel dare dei colpi sui glutei, o al sesso anale, anche se non sempre è così. La maggior parte dei pigofili è attratta da persone con delle natiche grandi, infatti l'attrazione principale per i pigofili sono le curve corporee ben in vista.